# Bataille de Derna (2015-2016)
Pour les articles homonymes, voir Bataille de Derna.
Deuxième guerre civile libyenne
Batailles
- Benghazi (2014)
- Aéroport de Tripoli (en)
- Benghazi (2014–17)
- Oubari
- Kikla
- Derna (2015–16)
- Zliten
- Croissant pétrolier (janv. 2016)
- Syrte (2016)
- Croissant pétrolier (sept. 2016)
- Croissant pétrolier (2017)
- Birak (2017)
- Derna (2018–19)
- Croissant pétrolier (2018)
- Tripoli (2018)
- Fezzan
- Tripoli (2019–20)
- Syrte (2020)
- Tripolitaine orientale (2020)

La bataille de Derna se déroule lors de la deuxième guerre civile libyenne.

## Déroulement
En 2015, la ville de Derna est occupée par plusieurs groupes djihadistes. Un de ces groupes, le Majilis Choura Chabab al-Islam, prête allégeance à l'État islamique le 31 octobre 2014,,.
Cependant d'autres mouvements réunis au sein du Conseil de la Choura des moudjahidines de Derna sont également présents dans la ville. Liés davantage à Al-Qaïda, leurs relations avec l'EI sont tendues. Le 10 juin, l'émir de la Brigade des martyrs d'Abou Salim et son numéro 2 sont assassinés à Derna par les hommes de l'État islamique. Des combats s'engagent alors dans la ville entre l'EI et le Conseil des moudjahidines. Après 10 jours d'affrontements et plusieurs dizaines de morts, l'EI est chassé du centre de Derna. Un porte-parole du Conseil affirme que 70 hommes de l'EI se sont rendus et que 90 % de la ville est sous leur contrôle,. Ansar al-Charia, également membre du Conseil des moudjahidines de Derna, est resté neutre pendant la bataille,,. 
Le 11 juillet, l'EI publie une vidéo dans laquelle il reconnaît avoir été chassé de Derna mais promet de se venger. Le 9 août, un kamikaze soudanais de l'EI attaque des combattants du Conseil des moudjahidines de Derna, faisant 8 morts et environ 20 blessés.
En août, l'État islamique publie un avis de recherche appelant à l'élimination de Mokhtar Belmokhtar. Il diffuse une biographie sommaire, qui selon le chercheur Romain Caillet, donne « des éléments de son parcours biographique qu’on ne connaissait pas, sous réserve que les informations divulguées par l'EI soient exactes ». Selon l'EI, Belmokhtar s'est réfugié en Libye après l'intervention française au Mali et Al-Mourabitoune a été fondé à Derna. Dans cette ville, il aurait pris part en juin 2015 aux combats contre l'État islamique au côté des forces du Conseil des moudjahidines,.
L'État islamique reste encore présent dans quelques quartiers limitrophes de Derna pendant plusieurs mois, notamment la zone "400" et Al Fatayeh, situé à 20 kilomètres au sud de la ville. Mais Abou Nabil al-Anbari, le chef de l'État islamique en Libye, est tué près de Derna la nuit du 13 au 14 novembre 2015 par une frappe aérienne américaine menée par des chasseurs F-15,. L'EI continue également de subir les bombardements des forces du gouvernement de Tobrouk, tandis que les djihadistes pro-Al-Qaïda passent à l'offensive en avril 2016. Le 20 avril, après des combats qui font des dizaines de morts, dont un chef de l'EI, Abou Abderahmane al-Nigiri, l'État islamique est définitivement chassé de Derna. Les survivants se replient à Syrte,.